# Pleromelloida obliquata
Pleromelloida obliquata là một loài bướm đêm trong họ Noctuidae.